# Early Solo Works
Early Solo Works is een verzamelmuziekalbum van de Amerikaanse multi-instrumentalist Kit Watkins. Begin jaren 90 krijgt Watkins de rechten van zijn eerste soloalbums terug en brengt dan dit album uit op zijn eigen label.

## Musici
- Kit Watkins – alle instrumenten waaronder synthesizers, dwarsfluit, sopraansaxofoon en percussie.
- Coco Roussel – slagwerk, percussie
- Brad Allen – gitaar (13)

## Composities
Allen van Watkins
1. Glass of time
2. Mount St Helens
3. Coin-Op Era
4. Labyrinth
5. Spring 1980
6. While crome yellow shine
7. Two Worlds
8. 4 bars – 1 unit
9. Song
10. Siam
11. Frames of mind
12. Elements
13. Audia
14. Cycles

Tracks 1-8 en 14 zijn afkomstig van Labyrinth, de overige tracks van Frames of Mind.